# Crónica universal alejandrina

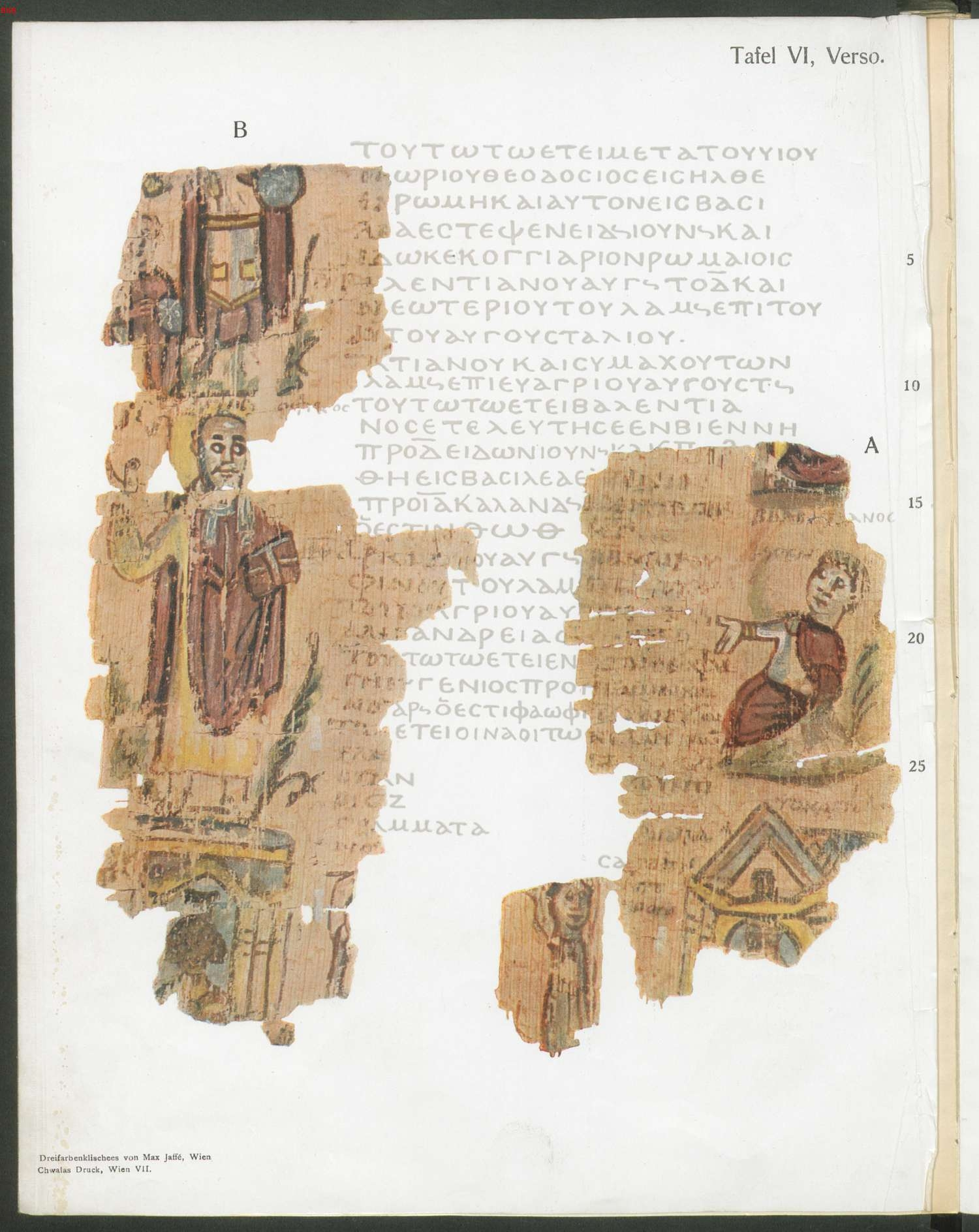
pl. 6, Verso - Crónica de 389–392. Arriba a la izquierda: el emperador Teodosio con un pequeño Honorio a su lado. Centro izquierda: Teófilo con un Evangelio en la mano y una aureola. Arriba a la derecha: fragmentos inferiores de una figura que representa al emperador Valentiniano. Medio a la derecha: el usurpador Eugenio. Abajo: dos fragmentos del Serapeum con monjes lanzando piedras entre ellos.

La Crónica universal alejandrina o Chronographia Golenischevensis es una crónica griega anónima escrita en Alejandría, que narra la historia desde la Creación hasta el año 392 d. C. La crónica se conserva en los fragmentos de un papiro del siglo VI titulado papiro Golenischev, muy conocido por sus muestras de primitivas iluminaciones escriturarias.,,

## Papiro
El papiro Golenischev (o Goleniščev) es un fragmento de manuscrito iluminado que sirve de fuente principal para las reproducciones de la Crónica mundial alejandrina . Se ha datado entre los siglos V y VIII, aunque el consenso actual sitúa el texto en el siglo VI. Se ha especulado que el papiro perteneció a un propietario muy rico, debido a sus lujosas ilustraciones. El papiro lleva el nombre del egiptólogo ruso Vladimir Golenishchev, que lo obtuvo antes de 1901 de un tal "jeque Alí" en Guiza.
El papiro se conserva en 80 fragmentos en letra capital mayúscula alejandrina localizado actualmente en el Museo Pushkin. Contiene ilustraciones marginales que representan, entre otras figuras, reyes romanos, un mapa del Mediterráneo, profetas y personajes del Antiguo Testamento y personificaciones de los meses romanos. El fragmento mejor conservado (verso de la lámina VI) representa al Papa Teófilo sobre el Serapeum calificado de "imagen representativa [...] en la historia de la Alejandría de la Antigüedad tardía"; el historiador Johannes Hahn ha utilizado el fragmento para datar la destrucción del Serapeum en el 392 d. C. aunque esta cronología ha sido cuestionada por otros investigadores.
En 1905, el texto griego de la Crónica se publicó como Eine Alexandrinische Weltchronik, editado junto con otros fragmentos de papiro del Papiro Golenischev por Josef Strzygowski y Adolf Bauer con placas de vidrio que contenían facsímiles en color de los fragmentos iluminados (ver más abajo). Los fragmentos se reconstruyeron para formar imágenes de cómo podría haber sido el texto. Los fragmentos del papiro de Golenischev se han deteriorado desde entonces y su calidad es muy inferior a la que tenían cuando Strzygowski y Bauer los reprodujeron.

## Texto
La Excerpta Latina Barbari, una crónica latina de finales del siglo VIII, parece estar basada en parte en este documento. algunos investigadores han conjeturado que ambos textos se basarían en la Chronographiae de Julio Africano (c. 221) y el Liber generationis (c. 205).

## Galería
Las siguientes láminas y pies de foto según adaptación de Bauer y Strzygowski:
|                                                       |
| Pl. 1, Recto - Busto personificando los meses romanos |

|                                                                             |
| Pl. 1, Verso - Lista incompleta de los meses hebreos, egipcios y atenienses |

|                                                    |
| Pl. 2, Recto - Mapa del Mediterráneo con sus islas |

|                                                       |
| Pl. 2, Verso - Imagen de las provincias de Asia Menor |

|                                                                |
| Pl. 3, Recto - Representación de los profetas Abdías and Jonás |

|                                         |
| Pl. 3, Verso - Imagen del profeta Nahúm |

|                                                |
| Pl. 4, Recto - Representación de Reyes romanos |

|                                                   |
| Pl. 4, Verso - Representación de reyes espartanos |

|                                                     |
| Pl. 5, Recto - Representación de reyes de Macedonia |

|                                                 |
| Pl. 5, Verso - Representación de Reyes de Lidia |

| |
| Pl. 6, Recto - Crónica de 383-389. De arriba abajo, el recién nacido del emperador Honorio junto a Magno Máximo, la momia del patriarca Timoteo, imagen de Teófilo de Alejandría. |

| |
| Pl. 7, Recto - A: Eli y la profetisa Ana. C: Zacarías (profeta). D+E: Un ángel bendice a un joven Juan el Bautista en brazos de Zacarías. |

| |
| Pl. 7, Verso - A: Samuel (profeta) entronizado junto a David. C: La profetisa Ana. D+E: Isabel junto a María con el niño Jesús. |

| |
| Pl. 8, Recto - A, C, H-M: Indefinido. D: Gobernante desconocido. E: Ropa de figura masculina. F+G: Palmera o columnas. |

| |
| Pl. 8, Verso - A: Fragmento. B: Dos hombres desconocidos C: María con Jesús en su regazo D: Santo desconocido E: San Juan Bautista. F-M: Indefinido. |